# Filmjahr 1937
Liste der Filmjahre

◄◄ | ◄ | 1933 | 1934 | 1935 | 1936 | Filmjahr 1937 | 1938 | 1939 | 1940 | 1941 | ► | ►►

Weitere Ereignisse

## Ereignisse
- 21. Januar: In London tritt im Studio der BBC Marcel Boulestin als erster Fernsehkoch in der Sendung Cook’s night out vor die Kamera.
- 28. April: Benito Mussolini weiht in Rom die Filmstadt Cinecittà ein.
- 4. September: Die Schauspielerin Miriam Hopkins heiratet den Regisseur Anatole Litvak.

### Uraufführungen

#### Deutschland
- 12. Januar: In zwei Berliner Kinos startet der Film Der Hund von Baskerville – es ist der erste deutsche Tonfilm um Sherlock Holmes.
- 19. Januar: Der Film Truxa von Hans H. Zerlett hat seine Uraufführung im Alhambra in Berlin. Der Film macht die Hauptdarstellerin La Jana auf einen Schlag in ganz Deutschland bekannt.
- 25. März: Der deutsche Spielfilm Die gläserne Kugel hat seine Uraufführung in München.
- 29. Oktober: Ernst Lubitschs Film Angel mit Marlene Dietrich hat seine Uraufführung.

#### Vereinigte Staaten
- 9. Januar: Der Walt-Disney-Zeichentrickfilm Don Donald, in dem Donald Duck erstmals als Hauptcharakter auftritt, wird uraufgeführt.
- 29. Januar: Sidney Franklins Film The Good Earth nach dem gleichnamigen Roman von Pearl S. Buck erscheint.
- 2. März: In San Francisco findet die Uraufführung von Frank Capras Klassiker Lost Horizon statt, der später in den USA für Propagandazwecke mehrfach gekürzt und bearbeitet wird.
- 16. April: Die Westernkomödie Way Out West von Laurel und Hardy hat ihre Uraufführung in den Vereinigten Staaten. Stan Laurel und Oliver Hardy bezeichnen das Werk später als ihren Lieblingsfilm. Er erhält 1938 eine Oscar-Nominierung für die beste Filmmusik.
- 7. Mai: Das Tanzmusical Shall We Dance mit Ginger Rogers und Fred Astaire erscheint. Es ist der siebte gemeinsame Film der beiden. Regie führte Mark Sandrich, während die Musik vom Songschreiberduo George und Ira Gershwin beigesteuert wurde.
- 11. Mai: Der Abenteuerfilm Captains Courageous (Manuel) mit Freddie Bartholomew und Spencer Tracy nach einer Geschichte von Rudyard Kipling hat seine Uraufführung in den Vereinigten Staaten.
- 17. Mai: Allan Dwan beginnt mit den Dreharbeiten zum US-amerikanischen Spielfilm Heidi frei nach dem gleichnamigen Roman von Johanna Spyri mit Shirley Temple in der Titelrolle. Die Dreharbeiten sind im Juli beendet, die Uraufführung findet am 15. Oktober statt.
- 21. Dezember: Snow White and the Seven Dwarfs, Walt Disneys erster abendfüllender Zeichentrickfilm, hat in Hollywood seine Uraufführung vor einem rein erwachsenen Publikum.

- Mit dem Film Think Fast, Mr. Moto (Mr. Moto und die Schmugglerbande) wird der Hauptdarsteller Peter Lorre einem breiteren Publikum bekannt. Noch im gleichen Jahr folgt ein weiterer Film der auf der Figur des von John Phillips Marquand kreierten japanischen Geheimagenten Mr. Moto basierenden Filmreihe Thank You, Mr. Moto (Mr. Moto und der China-Schatz).

#### Andere Länder
- 27. Oktober: Der in Mexiko-Stadt uraufgeführte La mujer de nadie von Adela Sequeyro mit Kameramann Alex Phillips ist der erste mexikanische Film, bei dem eine Frau Regie führt.
- November: Alfred Hitchcocks Frühwerk Young and Innocent erscheint in Großbritannien.
- Der chinesische Spielfilm Ye ban ge sheng von Ma-Xu Weibang basiert auf dem Roman Das Phantom der Oper von Gaston Leroux und gilt als erster chinesischer Horrorfilm überhaupt.

### Erfolgreichste Filme
Die zehn erfolgreichsten Filme an den US-amerikanischen Kinokassen nach Einspielergebnis.
| Platz | Filmtitel                       | Einspielergebnis in US-Dollar |             |
| ----- | ------------------------------- | ----------------------------- | ----------- |
| 1.    | Snow White and the Seven Dwarfs | 4.200.000                     | [ 1 ]       |
| 2.    | Saratoga                        | 2.432.000                     | [ 2 ]       |
| 3.    | Maytime                         | 2.183.000                     | [ 2 ]       |
| 4.    | The Good Earth                  | 2.002.000                     | [ 2 ]       |
| 5.    | Stella Dallas                   | 2.000.000                     | [ 3 ] [ 4 ] |
| 6.    | Broadway Melody of 1938         | 1.889.000                     | [ 2 ]       |
| 7.    | Captains Courageous             | 1.688.000                     | [ 2 ]       |
| 8.    | Lost Horizon                    | 1.683.000                     | [ 5 ]       |
| 9.    | A Star Is Born                  | 1.650.000                     | [ 6 ]       |
| 10.   | A Day at the Races              | 1.602.000                     | [ 2 ]       |

### Filmpreise

#### Academy Awards
Die Oscarverleihung findet am 4. März im Biltmore Hotel in Los Angeles statt.
- Bester Film: The Great Ziegfeld von Robert Z. Leonard
- Bester Hauptdarsteller: Paul Muni in The Story of Louis Pasteur
- Beste Hauptdarstellerin: Luise Rainer in The Great Ziegfeld
- Bester Regisseur: Frank Capra für Mr. Deeds Goes to Town
- Bester Nebendarsteller: Walter Brennan in Come and Get It
- Beste Nebendarstellerin: Gale Sondergaard in Ein rastloses Leben
- Bester Song: The Way You Look Tonight aus Swing Time von Jerome Kern und Dorothy Fields

Vollständige Liste der Preisträger

#### Filmfestspiele von Venedig
Die diesjährigen Filmfestspiele von Venedig finden vom 10. August bis zum 3. September statt. Die Jury vergibt folgende Preise:
- Bester ausländischer Film: Un carnet de bal von Julien Duvivier
- Bester italienischer Film: Scipione l'Africano von Carmine Gallone
- Bester Schauspieler: Emil Jannings in Der Herrscher
- Beste Schauspielerin: Bette Davis in Kid Galahad – Mit harten Fäusten
- Bester Regisseur: Zoltan Korda für Elephant Boy

#### New York Film Critics Circle Award
- Bester Film: Das Leben des Emile Zola von William Dieterle
- Beste Regie: Gregory La Cava für Bühneneingang
- Bester Hauptdarsteller: Paul Muni in Das Leben des Emile Zola
- Beste Hauptdarstellerin: Greta Garbo in Die Kameliendame
- Bester ausländischer Film: Mayerling von Anatole Litvak

#### Weitere Filmpreise und Auszeichnungen
- Louis-Delluc-Preis: Nachtasyl von Jean Renoir
- National Board of Review: Night Must Fall von Richard Thorpe (Bester Film), Die ewige Maske von Werner Hochbaum (Bester fremdsprachiger Film)
- Photoplay Award: Manuel von Victor Fleming

## Geboren

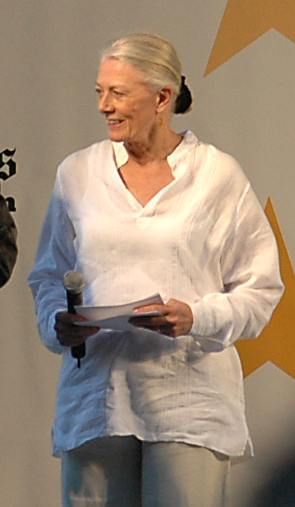
Vanessa Redgrave (* 30. Januar)

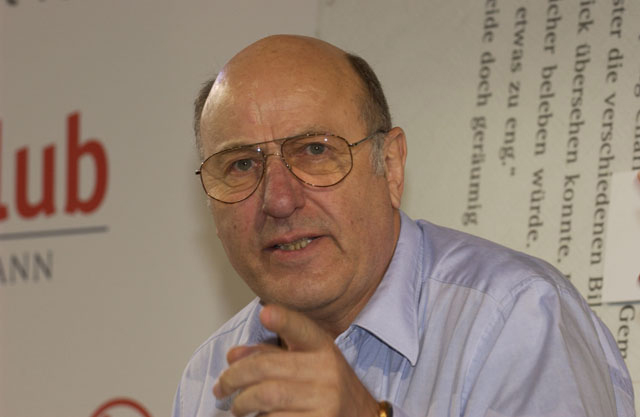
Manfred Krug (* 8. Februar)

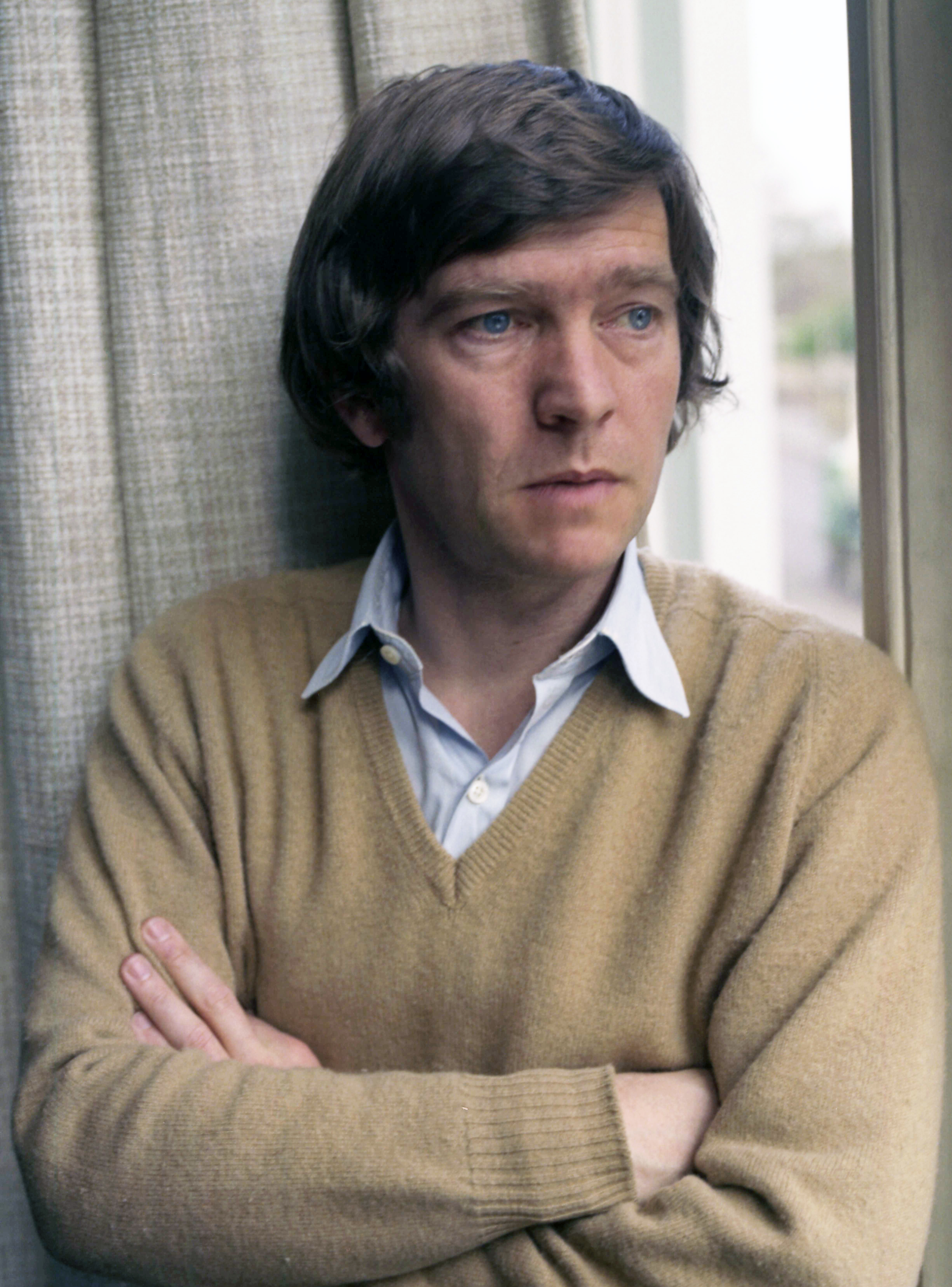
Tom Courtenay (* 25. Februar)

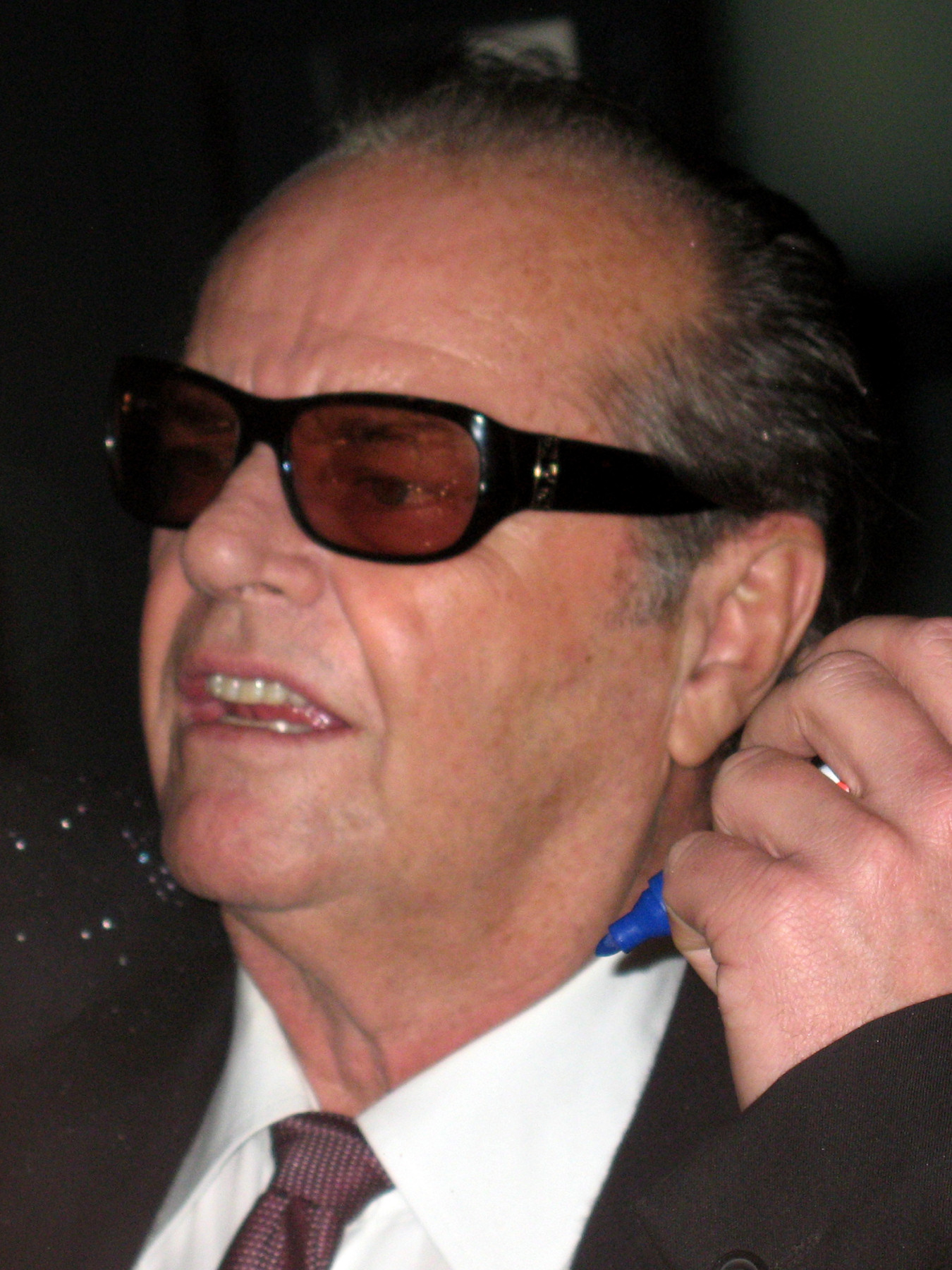
Jack Nicholson (* 22. April)

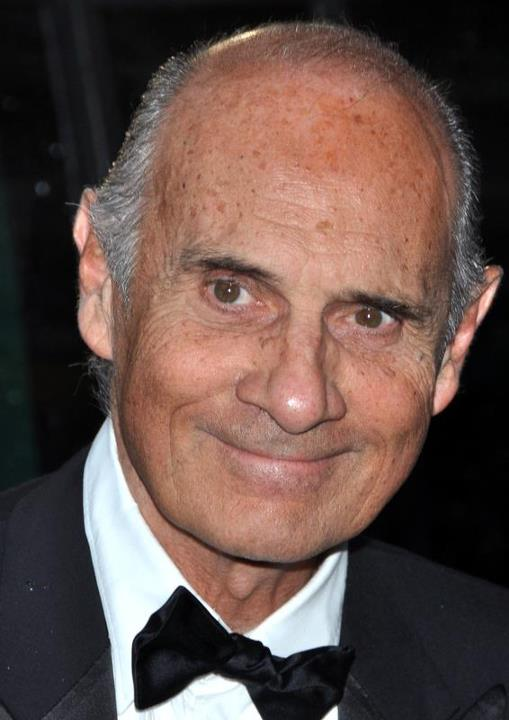
Guy Marchand (* 22. Mai)

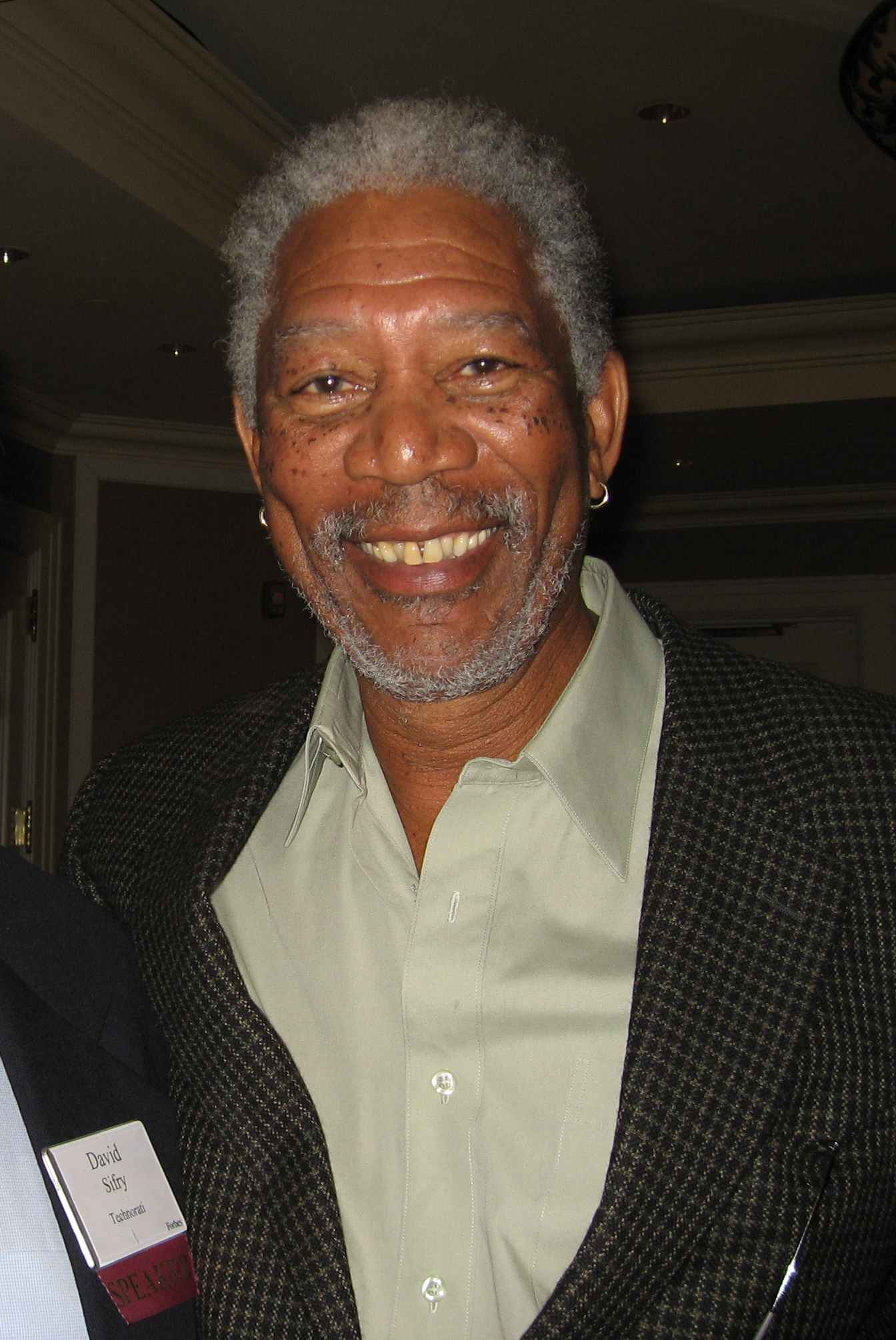
Morgan Freeman (* 1. Juni)

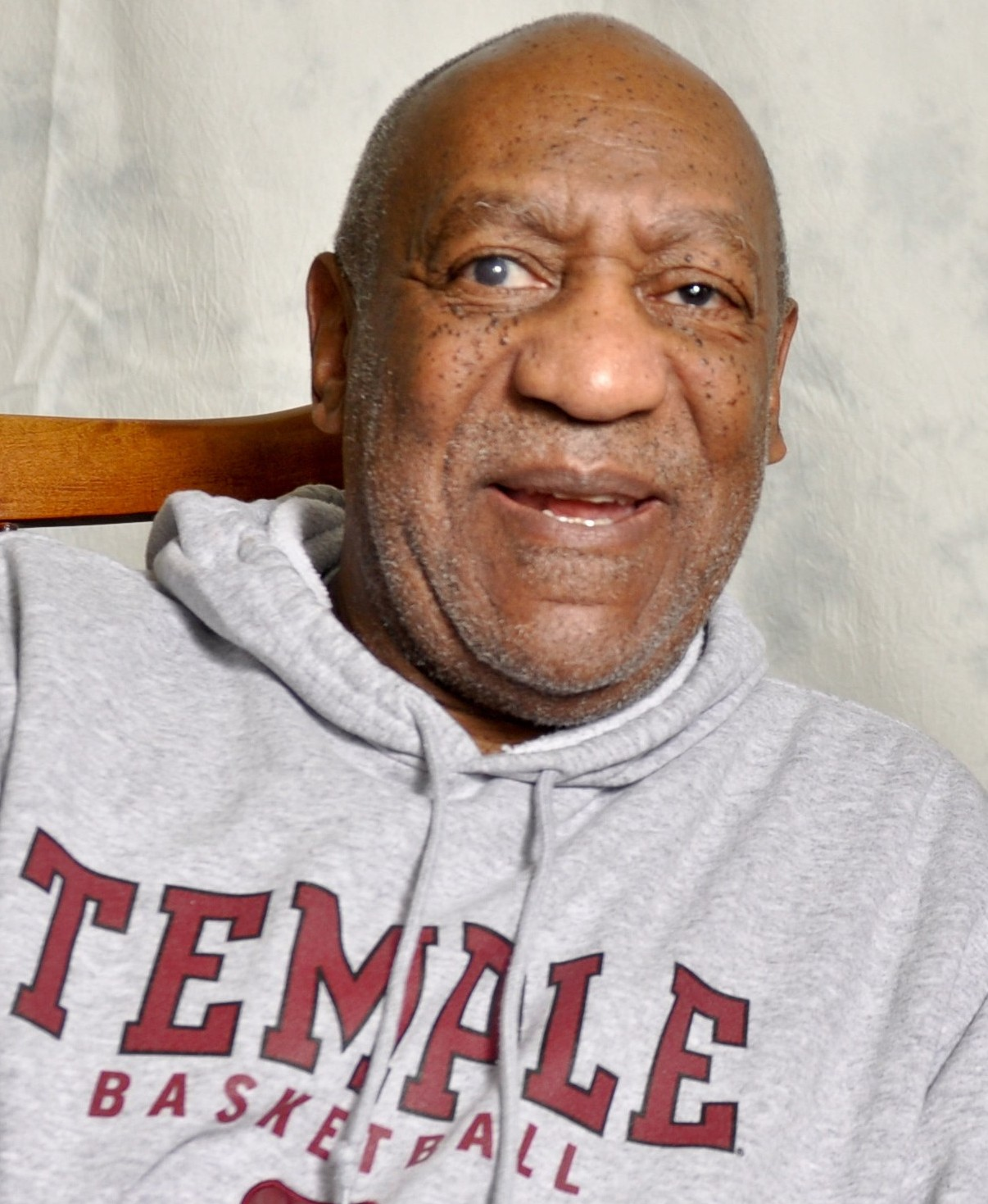
Bill Cosby (* 12. Juli)

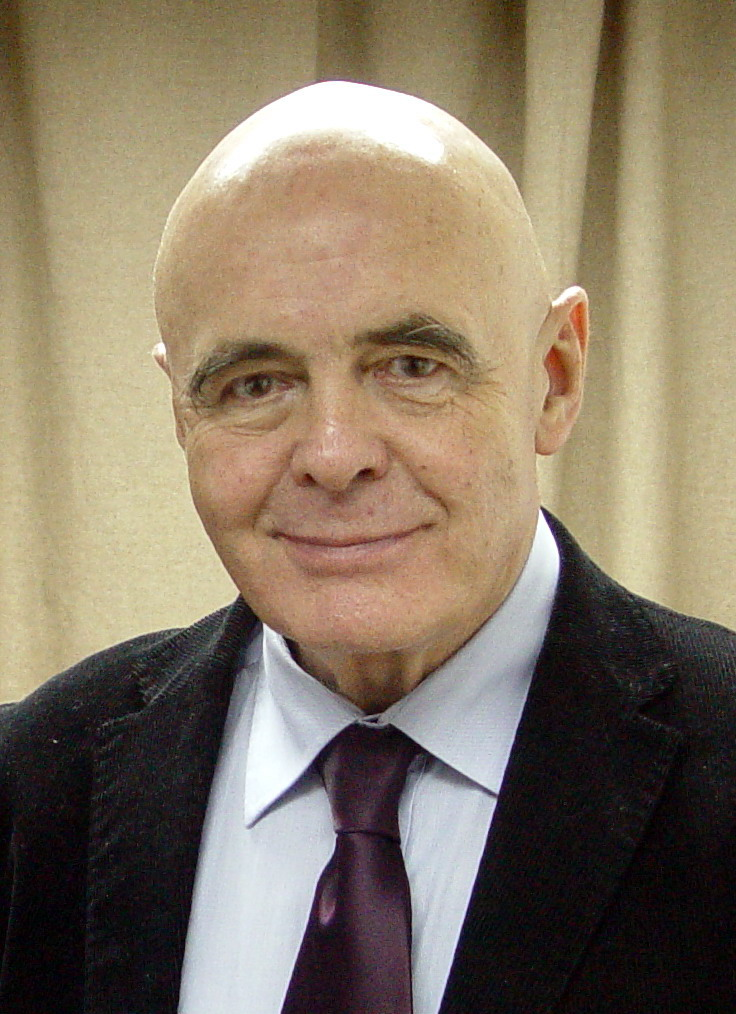
Stanisław Tym (* 17. Juli)

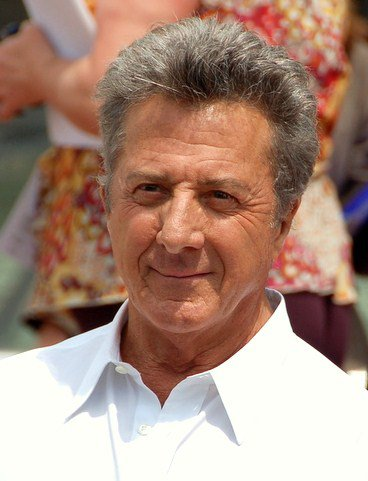
Dustin Hoffman (* 8. August)

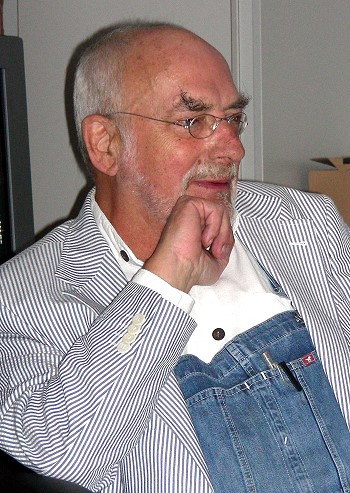
Peter Lustig (* 27. Oktober)

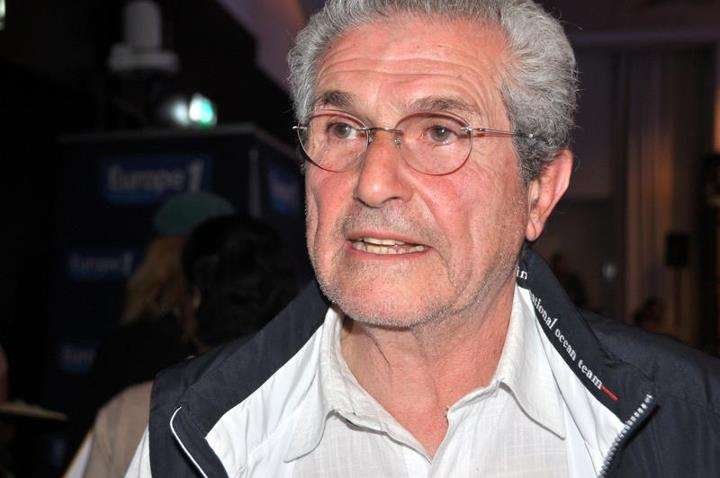
Claude Lelouch (* 30. Oktober)

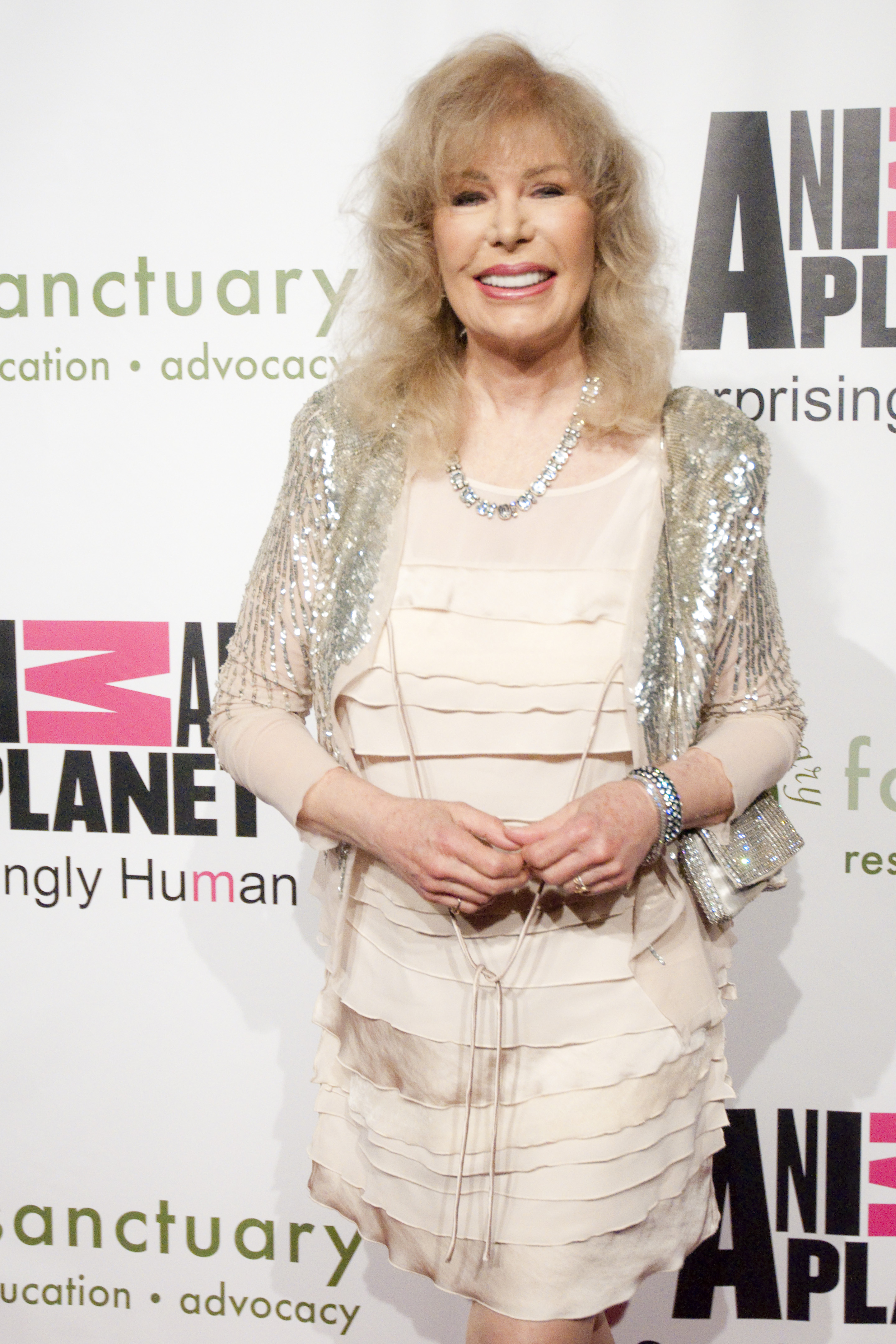
Loretta Swit (* 4. November)

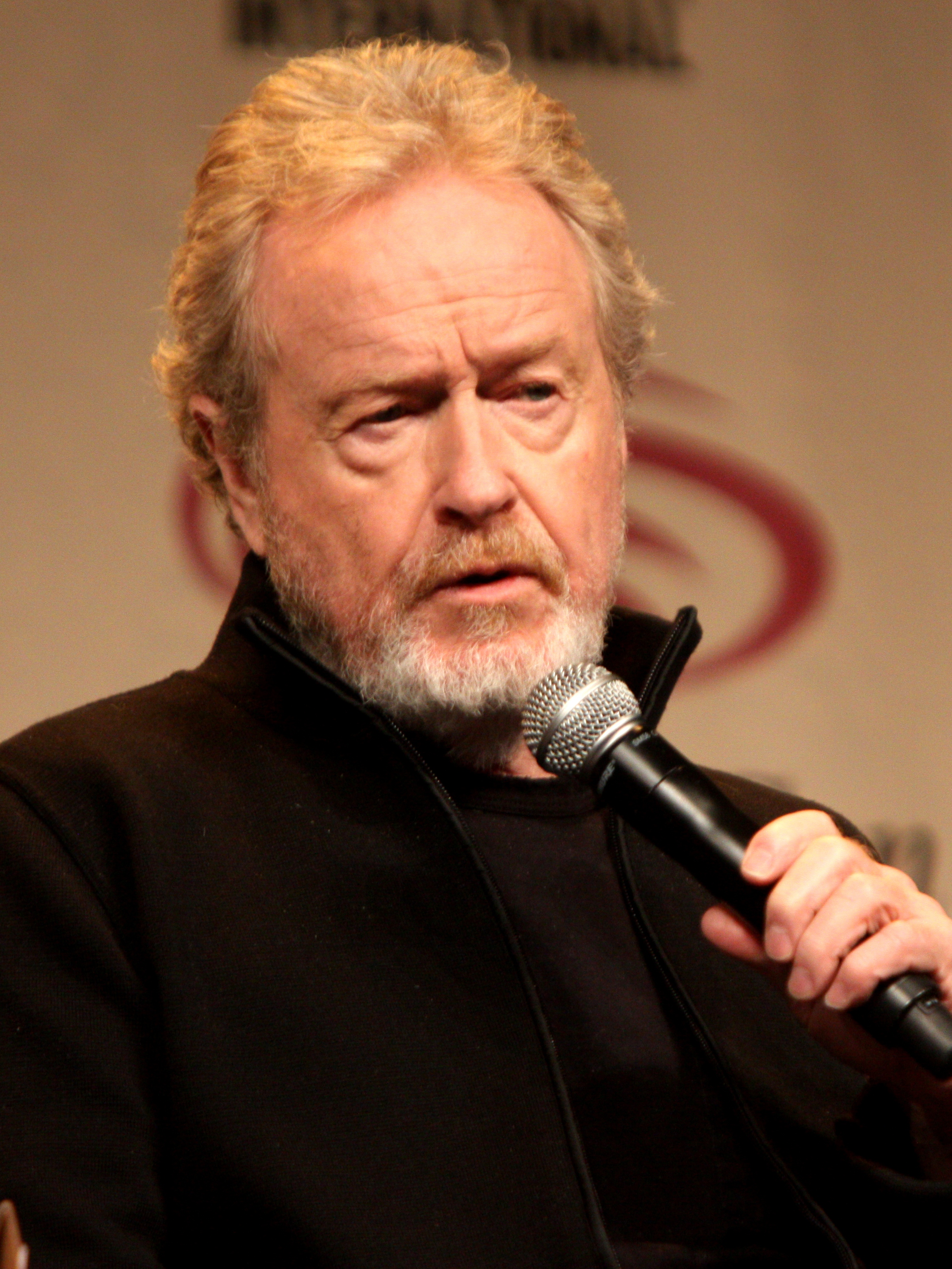
Ridley Scott (* 30. November)

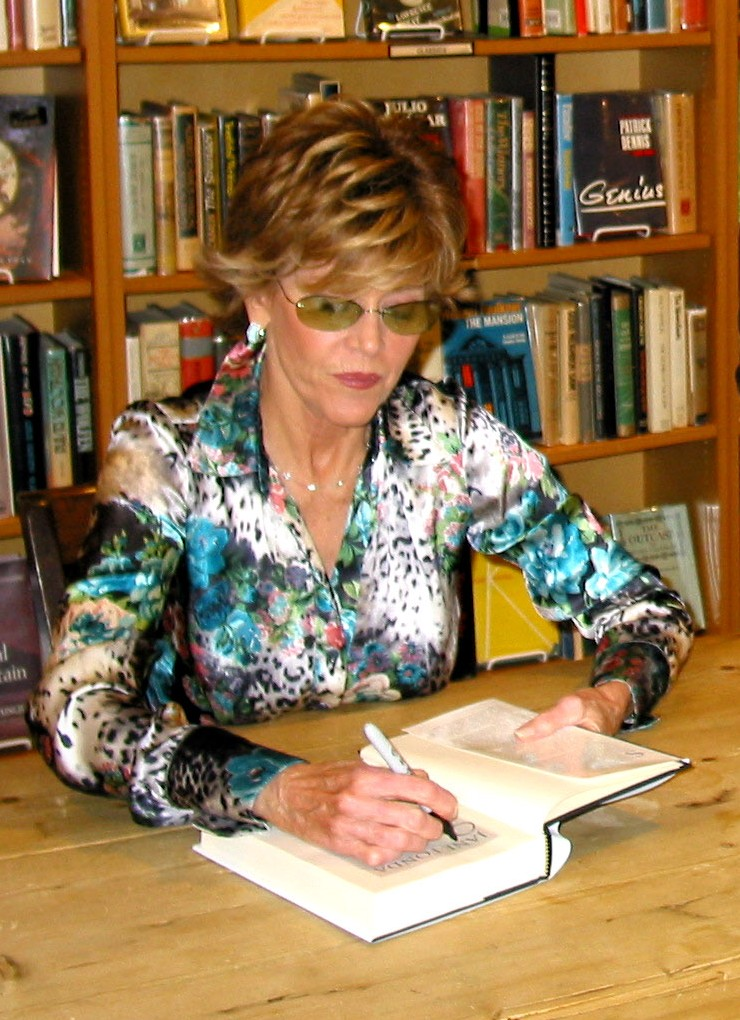
Jane Fonda (* 21. Dezember)

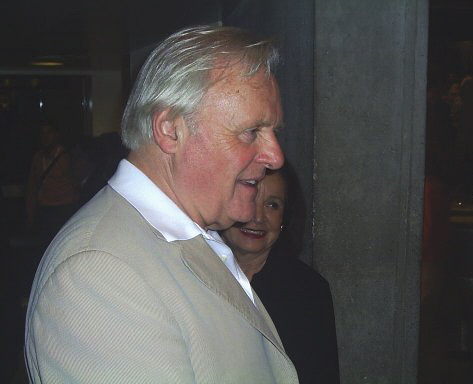
Anthony Hopkins (* 31. Dezember)

### Januar bis März
Januar
- 04. Januar: Dyan Cannon, US-amerikanische Schauspielerin
- 09. Januar: Hans Zander, deutscher Schauspieler († 1991)
- 12. Januar: Marie Dubois, französische Schauspielerin († 2014)
- 15. Januar: Margaret O’Brien, US-amerikanischer Kinderstar
- 25. Januar: Gregory Sierra, US-amerikanischer Schauspieler († 2021)
- 27. Januar: David Yallop, britischer Drehbuchautor († 2018)
- 30. Januar: Vanessa Redgrave, britische Schauspielerin
- 31. Januar: Regimantas Adomaitis, litauischer Schauspieler († 2022)
- 31. Januar: Suzanne Pleshette, US-amerikanische Schauspielerin († 2008)

Februar
- 03. Februar: Carl Kress, US-amerikanischer Filmeditor
- 08. Februar: Manfred Krug, deutscher Schauspieler († 2016)
- 08. Februar: Kostas Papanastasiou, griechischer Schauspieler († 2021)
- 17. Februar: Benjamin Whitrow, britischer Schauspieler († 2017)
- 19. Februar: David Margulies, US-amerikanischer Schauspieler († 2016)
- 21. Februar: Gary Lockwood, US-amerikanischer Schauspieler
- 25. Februar: Tom Courtenay, britischer Schauspieler
- 26. Februar: Hagood Hardy, kanadischer Komponist († 1997)
- 26. Februar: Cliff Osmond, US-amerikanischer Schauspieler († 2012)
- 28. Februar: Herbert Tennigkeit, deutscher Schauspieler, Hörspielsprecher und Synchronsprecher († 2022)

März
- 03. März: Rolf Bohnsack, deutscher Schauspieler († 2009)
- 03. März: Bobby Driscoll, US-amerikanischer Schauspieler († 1968)
- 05. März: Sal Borgese, italienischer Schauspieler
- 10. März: Joe Viterelli, US-amerikanischer Schauspieler († 2004)
- 13. März: Wolfgang Längsfeld, deutscher Filmwissenschaftler († 2012)
- 14. März: Jarl Borssén, schwedischer Schauspieler († 2012)
- 14. März: Gerhart Lippert, deutscher Schauspieler
- 18. März: Emi Wada, japanische Kostümbildnerin († 2021)
- 20. März: Julio Calcagno, uruguayischer Schauspieler († 2024)
- 22. März: Peter Vogel, deutscher Schauspieler († 1978)
- 23. März: Tony Burton, US-amerikanischer Schauspieler († 2016)
- 24. März: Peter Matić, österreichischer Schauspieler und Synchronsprecher († 2019)
- 26. März: Giorgio Trestini, italienischer Schauspieler
- 30. März: Warren Beatty, US-amerikanischer Schauspieler
- 31. März: Gundolf Willer, deutscher Schauspieler

### April bis Juni
April
- 01. April: Yılmaz Güney, türkischer Regisseur und Schauspieler († 1984)
- 02. April: Alexandra Kluge, deutsche Schauspielerin († 2017)
- 03. April: Annekathrin Bürger, deutsche Schauspielerin
- 04. April: Bobbi Jordan, US-amerikanische Schauspielerin († 2012)
- 04. April: Thomas Mauch, deutscher Kameramann und Regisseur
- 06. April: Billy Dee Williams, US-amerikanischer Schauspieler
- 09. April: Marek Walczewski, polnischer Schauspieler († 2009)
- 10. April: Hans Teuscher, deutscher Schauspieler und Synchronsprecher († 2015)
- 13. April: Edward Fox, britischer Schauspieler
- 15. April: Çetin İpekkaya, deutsch-türkischer Schauspieler († 2016)
- 18. April: Robert Hooks, US-amerikanischer Schauspieler
- 19. April: Joseph Estrada, philippinischer Schauspieler und Politiker
- 20. April: Wichart von Roëll, deutscher Schauspieler († 2024)
- 20. April: George Takei, US-amerikanischer Schauspieler
- 21. April: Theresia Wider, deutsche Schauspielerin († 2012)
- 22. April: Jack Nicholson, US-amerikanischer Schauspieler
- 24. April: Don Balmer, Schweizer Schauspieler († 2024)
- 27. April: Sandy Dennis, US-amerikanische Schauspielerin († 1992)
- 29. April: Donald Arthur, US-amerikanischer Schauspieler und Synchronsprecher († 2016)

Mai
- 01. Mai: Una Stubbs, britische Schauspielerin und Tänzerin († 2021)
- 04. Mai: Wim Verstappen, niederländischer Regisseur, Drehbuchautor und Produzent († 2004)
- 05. Mai: Sandy Baron, US-amerikanischer Schauspieler († 2001)
- 06. Mai: Karin Lieneweg, deutsche Schauspielerin und Synchronsprecherin
- 10. Mai: Mike Melvoin, US-amerikanischer Komponist († 2012)
- 12. Mai: Susan Hampshire, britische Schauspielerin
- 13. Mai: Willy Rathnov, dänischer Schauspieler († 1999)
- 16. Mai: Yvonne Craig, US-amerikanische Schauspielerin († 2015)
- 19. Mai: Ali Chamrajew, sowjetisch-usbekischer Regisseur und Drehbuchautor
- 21. Mai: Sopiko Tschiaureli, georgische Schauspielerin († 2008)
- 22. Mai: Guy Marchand, französischer Schauspieler († 2023)
- 26. Mai: Manorama, indische Schauspielerin († 2015)

Juni
- 01. Juni: Morgan Freeman, US-amerikanischer Schauspieler
- 02. Juni: Sally Kellerman, US-amerikanische Schauspielerin († 2022)
- 03. Juni: Edward Winter, US-amerikanischer Schauspieler († 2001)
- 07. Juni: Heimo Bachstein, deutscher Produzent († 2011)
- 07. Juni: Almut Eggert, deutsche Schauspielerin und Synchronsprecherin († 2023)
- 10. Juni: Luciana Paluzzi, italienische Schauspielerin
- 11. Juni: Chad Everett, US-amerikanischer Schauspieler († 2012)
- 16. Juni: Ondine, US-amerikanischer Schauspieler († 1989)
- 16. Juni: Erich Segal, US-amerikanischer Drehbuchautor († 2010)
- 17. Juni: Arthur Schmidt, US-amerikanischer Filmeditor († 2023)
- 18. Juni: Andrea Frezza, italienischer Dokumentarfilmer und Regisseur († 2012)
- 20. Juni: Radu Gabrea, rumänischer Regisseur, Drehbuchautor und Produzent († 2017)
- 20. Juni: Piero Heliczer, italo-amerikanischer Schauspieler und Underground-Filmemacher († 1993)
- 24. Juni: Renzo Arbore, italienischer Schauspieler, Drehbuchautor und Regisseur
- 28. Juni: Tony Young, US-amerikanischer Schauspieler († 2002)

### Juli bis September
Juli
- 06. Juli: Ned Beatty, US-amerikanischer Schauspieler († 2021)
- 07. Juli: Gonzalo Cañas, spanischer Schauspieler († 2012)
- 12. Juli: Bill Cosby, US-amerikanischer Schauspieler
- 13. Juli: Zdena Hadrbolcová, tschechische Schauspielerin († 2023)
- 15. Juli: Demir Gökgöl, türkischer Schauspieler († 2012)
- 16. Juli: John Daly, britischer Produzent († 2008)
- 17. Juli: Stanisław Tym, polnischer Satiriker, Schauspieler, Regisseur und Autor
- 19. Juli: Richard Jordan, US-amerikanischer Schauspieler († 1993)
- 23. Juli: Bruce Surtees, US-amerikanischer Kameramann († 2012)
- 26. Juli: Peter Fleischmann, deutscher Regisseur und Drehbuchautor († 2021)
- 26. Juli: Clifton Jones, britischer Schauspieler († 2025)

August
- 03. August: Steven Berkoff, britischer Schauspieler
- 04. August: David Bedford, britischer Komponist († 2011)
- 04. August: Valentino Macchi, italienischer Schauspieler († 2013)
- 04. August: David Seidler, britisch-amerikanischer Drehbuchautor († 2024)
- 06. August: Barbara Windsor, britische Schauspielerin († 2020)
- 08. August: Dustin Hoffman, US-amerikanischer Schauspieler
- 11. August: Anna Massey, britische Schauspielerin († 2011)
- 16. August: Lorraine Gary, US-amerikanische Schauspielerin
- 17. August: Spiros Focás, griechischer Schauspieler († 2023)
- 19. August: William Motzing, US-amerikanischer Komponist, Dirigent und Arrangeur († 2014)
- 20. August: Andrei Kontschalowski, russischer Regisseur
- 21. August: Chuck Traynor, US-amerikanischer Produzent († 2002)
- 25. August: Klaus Wildbolz, Schweizer Schauspieler († 2017)
- 30. August: Charles Southwood, US-amerikanischer Schauspieler († 2009)

September
- 01. September: Wolfgang Hess, Schweizer Schauspieler und Synchronsprecher († 2016)
- 04. September: Nicholas Worth, US-amerikanischer Schauspieler († 2007)
- 05. September: Dick Clement, britischer Drehbuchautor und Regisseur
- 07. September: John Phillip Law, US-amerikanischer Schauspieler († 2008)
- 08. September: Cüneyt Arkın, türkischer Schauspieler, Drehbuchautor, Filmregisseur und -produzent († 2022)
- 08. September: Helga Hahnemann, deutsche Entertainerin, Kabarettistin, Sängerin und Schauspielerin († 1991)
- 12. September: Nino Fuscagni, italienischer Schauspieler († 2018)
- 13. September: Don Bluth, US-amerikanischer Zeichentrickfilmregisseur
- 13. September: Josef Griesser, österreichischer Schauspieler († 2022)
- 18. September: Dee Barton, US-amerikanischer Musiker und Filmkomponist († 2001)
- 22. September: Richard Marquand, britischer Regisseur († 1987)
- 26. September: Jerry Weintraub, US-amerikanischer Produzent († 2015)
- 29. September: Perla Cristal, argentinische Schauspielerin

### Oktober bis Dezember
Oktober
- 01. Oktober: Peter Stein, deutscher Regisseur
- 03. Oktober: Lothar Hinze, deutscher Synchronsprecher und -regisseur
- 04. Oktober: Jackie Collins, britisch-US-amerikanische Schauspielerin, Drehbuchautorin und Produzentin († 2015)
- 11. Oktober: Ron Leibman, US-amerikanischer Schauspieler († 2019)
- 13. Oktober: Sami Frey, französischer Schauspieler
- 14. Oktober: Carroll Ballard, US-amerikanischer Regisseur
- 15. Oktober: Linda Lavin, US-amerikanische Schauspielerin und Sängerin († 2024)
- 20. Oktober: Walter Wilz, deutscher Schauspieler († 1983)
- 21. Oktober: Édith Scob, französische Schauspielerin († 2019)
- 22. Oktober: Alan Ladd junior, US-amerikanischer Produzent († 2022)
- 24. Oktober: Dirk Alvermann, deutscher Filmemacher († 2013)
- 26. Oktober: William Lubtchansky, französischer Kameramann († 2010)
- 27. Oktober: Peter Lustig, deutscher Schauspieler († 2016)
- 27. Oktober: Pery Ribeiro, brasilianischer Schauspieler († 2012)
- 30. Oktober: Claude Lelouch, französischer Regisseur

November
- 01. November: Witta Pohl, deutsche Schauspielerin († 2011)
- 03. November: Charly Steinberger, österreichischer Kameramann († 2019)
- 04. November: Loretta Swit, US-amerikanische Schauspielerin († 2025)
- 05. November: Harris Yulin, US-amerikanischer Schauspieler († 2025)
- 09. November: Martin Schwab, deutscher Schauspieler
- 10. November: Karin Eickelbaum, deutsche Schauspielerin († 2004)
- 10. November: Judit Elek, ungarische Regisseurin
- 10. November: Albert Hall, US-amerikanischer Schauspieler
- 13. November: Adam Holender, polnischer Kameramann
- 13. November: Eva-Maria Werth, deutsche Schauspielerin und Synchronsprecherin
- 18. November: Ulrich Wildgruber, deutscher Schauspieler († 1999)
- 19. November: Vincenzo Tomassi, italienischer Filmeditor († 1993)
- 20. November: Wiktorija Samuilowna Tokarewa, russische Schriftstellerin und Drehbuchautorin
- 21. November: Marlo Thomas, US-amerikanische Schauspielerin und Produzentin
- 30. November: Ridley Scott, britischer Regisseur

Dezember
- 05. Dezember: Maud Hansson, schwedische Schauspielerin († 2020)
- 06. Dezember: Jiří Kodet, tschechischer Schauspieler († 2005)
- 07. Dezember: Ken Colley, britischer Schauspieler († 2025)
- 08. Dezember: James MacArthur, US-amerikanischer Schauspieler († 2010)
- 13. Dezember: Rob Houwer, niederländischer Regisseur und Produzent († 2025)
- 13. Dezember: Jutta Lampe, deutsche Schauspielerin († 2020)
- 21. Dezember: Jane Fonda, US-amerikanische Schauspielerin
- 23. Dezember: Maja Komorowska, polnische Schauspielerin
- 23. Dezember: Peter Medak, ungarischer Regisseur
- 23. Dezember: Ethel Rojo, argentinische Schauspielern († 2012)
- 26. Dezember: Franz Buchrieser, österreichischer Schauspieler
- 29. Dezember: Dieter Thomas Heck, deutscher Moderator, Schauspieler und Showmaster († 2018)
- 29. Dezember: Barbara Steele, britische Schauspielerin
- 31. Dezember: Anthony Hopkins, britischer Schauspieler

### Genaues Geburtsdatum unbekannt
- Gian Pietro Calasso, italienischer Drehbuchautor und Regisseur († 2023)
- Pasquale Fanetti, italienischer Kameramann und Regisseur

## Gestorben

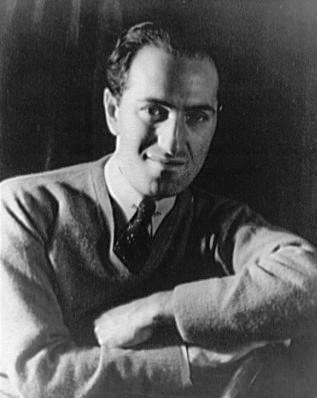
George Gershwin

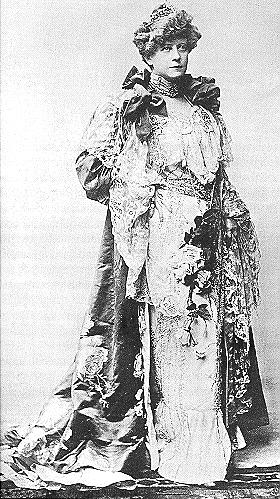
Adele Sandrock

### Januar bis Juni
- 02. Januar: Ross Alexander, US-amerikanischer Schauspieler (* 1907)
- 17. Januar: Richard Boleslawski, US-amerikanischer Regisseur (* 1889)
- 23. Januar: Sophie Pagay, österreichische Schauspielerin (* 1857/60)
- 23. Januar: Marie Prevost, kanadische Schauspielerin (* 1896)

- 16. Februar: Paul Graetz, deutscher Komiker und Schauspieler (* 1890)

- 11. März: Alexei Granowski, russischer Regisseur (* 1890)
- 20. März: Rudolf Lettinger, deutscher Schauspieler (* 1865)

- 01. Mai: Snitz Edwards, US-amerikanischer Schauspieler (* 1862)
- 15. Mai: Hans Henninger, deutscher Schauspieler (* 1905)
- Mai: Sven Berglund, schwedischer Filmpionier (* 1881)

- 07. Juni: Jean Harlow, US-amerikanische Schauspielerin (* 1911)
- 17. Juni: Marvel Rea, US-amerikanische Schauspielerin (* 1901)
- 25. Juni: Colin Clive, britischer Schauspieler (* 1900)

### Juli bis Dezember
- 08. Juli: Axel Bakunts, armenischer Schriftsteller und Drehbuchautor (* 1899)
- 11. Juli: George Gershwin, US-amerikanischer Komponist (* 1898)

- 30. August: Adele Sandrock, deutsche Schauspielerin (* 1863)

- 19. September: Sidney M. Goldin, US-amerikanischer Regisseur und Schauspieler (* 1878)
- 21. September: Heinrich Stefan Peschka, österreichischer Filmtechnikpionier (* 1886)

- 07. Oktober: Renate Müller, deutsche Schauspielerin (* 1906)

- 10. November: Nikolai Batalow, russischer Schauspieler (* 1899)

- 10. Dezember: Rosa Valetti, deutsche Schauspielerin (* 1876)
- 12. Dezember: Alfred Abel, deutscher Schauspieler (* 1879)
- 18. Dezember: Albert von Kersten, österreichischer Schauspieler (* 1889)